# طارق معروفي
طارق معروفي سلفي جهادي وأحد مؤسسي الجماعة المقاتلة التونسية، حكم عليه بالسجن لمدة ست سنوات في السجن لدوره في عمل جوازات سفر وهمية حيث كان يتخذ من بروكسل مقرا له حيث اتهم بتزوير جوازات سفر بلجيكية وهمية لأشخاص قاموا بتنفيذ عملية اغتيال القائد أحمد شاه مسعود قبل يومين من هجمات 11 سبتمبر.
في 26 يناير 2009 خسر جنسيته البلجيكية بسبب ثلاث اتهامات متعلقة بالإرهاب. وهو أول بلجيكي يفقد جنسيته منذ الحرب العالمية الثانية بسبب سوء السلوك.